# Les Deux Monsieur de Madame (film, 1952)
Pour les articles homonymes, voir Les Deux Monsieur de Madame.
Pour plus de détails, voir Fiche technique et Distribution.
Les Deux Monsieur de Madame est un film français réalisé par Robert Bibal, sorti en 1952.

## Fiche technique
- Titre français : Les Deux Monsieur de Madame
- Réalisation : Robert Bibal
- Scénario : Robert Bibal, d'après la pièce éponyme de Félix Gandéra
- Photographie	: Charlie Bauer
- Musique : Norbert Glanzberg
- Son : René Longuet
- Décors : Henri Schmitt
- Montage : Monique Lacombe
- Pays d'origine :  France
- Format : Noir et blanc - 1,37:1 - 35 mm - Son mono
- Genre : Comédie
- Durée : 90 minutes
- Dates de sortie : 
  - France : 4 avril 1952

## Distribution
- Jean Parédès : Adolphe Gatouillat
- Arlette Poirier : Marthe
- Alice Tissot : Annette
- Jacques Berthier : Georges
- Armand Bernard : M. Chèvre
- Annette Poivre : Annette
- Jeanne Fusier-Gir : Mme Chèvre
- Denise Provence : Isabelle
- René Alié : le président
- Jacques Tarride : l'assistant
- Françoise Christian : Mme Docquois
- Anny Flore : la chanteuse
- Léon Larive : le gros industriel
- Noël Robert : le chauffeur
- Georges Sauval : le maître d'hôtel
- Eugène Stuber : le camionneur
- Albert Plantier : le groom
- Gaby Basset
- Roland Catalano
- Michel Garland
- Michel Méry
- Jacques Provins
- Georges Sauval
- Valéry